# Proclamation de Badoglio du 8 septembre 1943

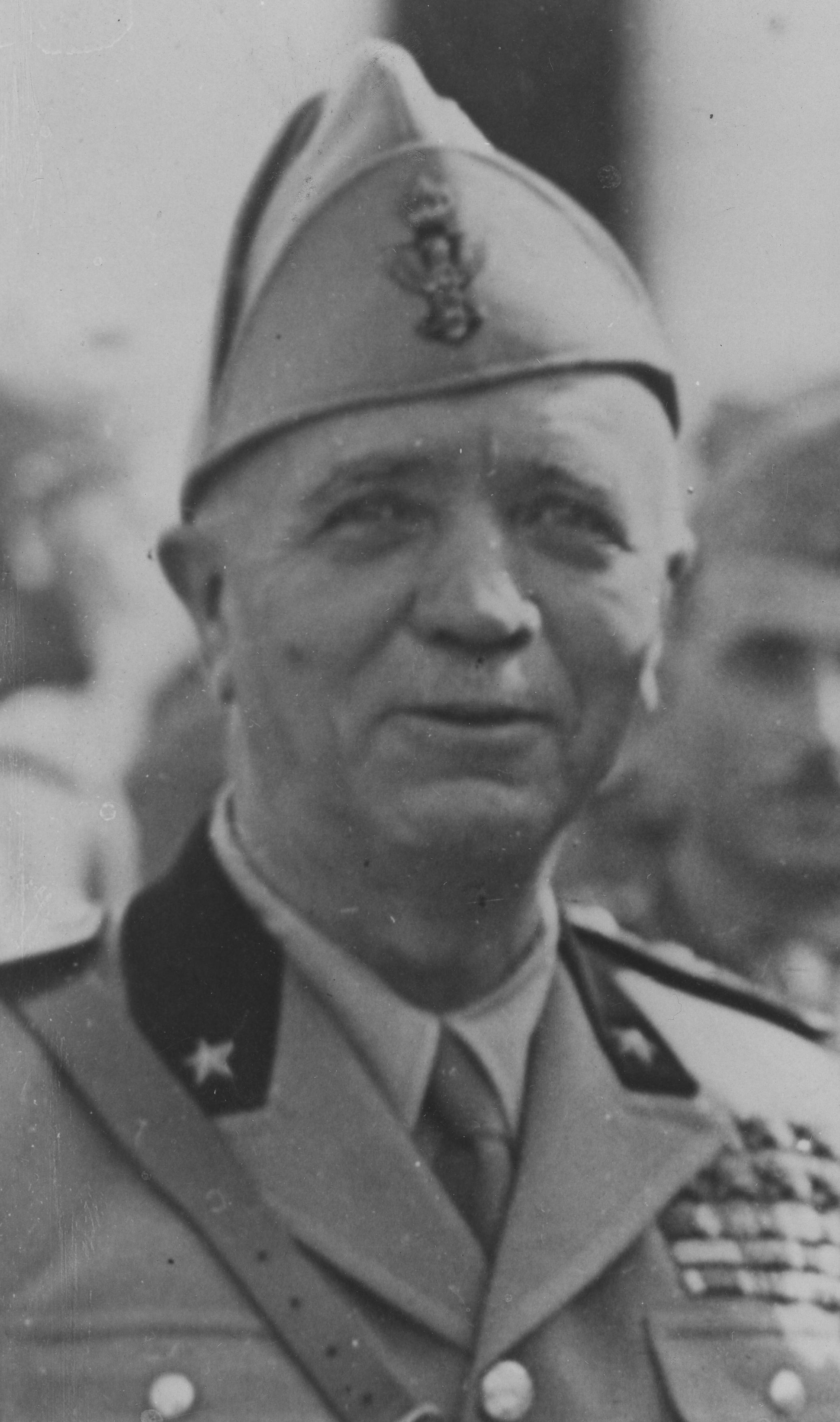
Pietro Badoglio.

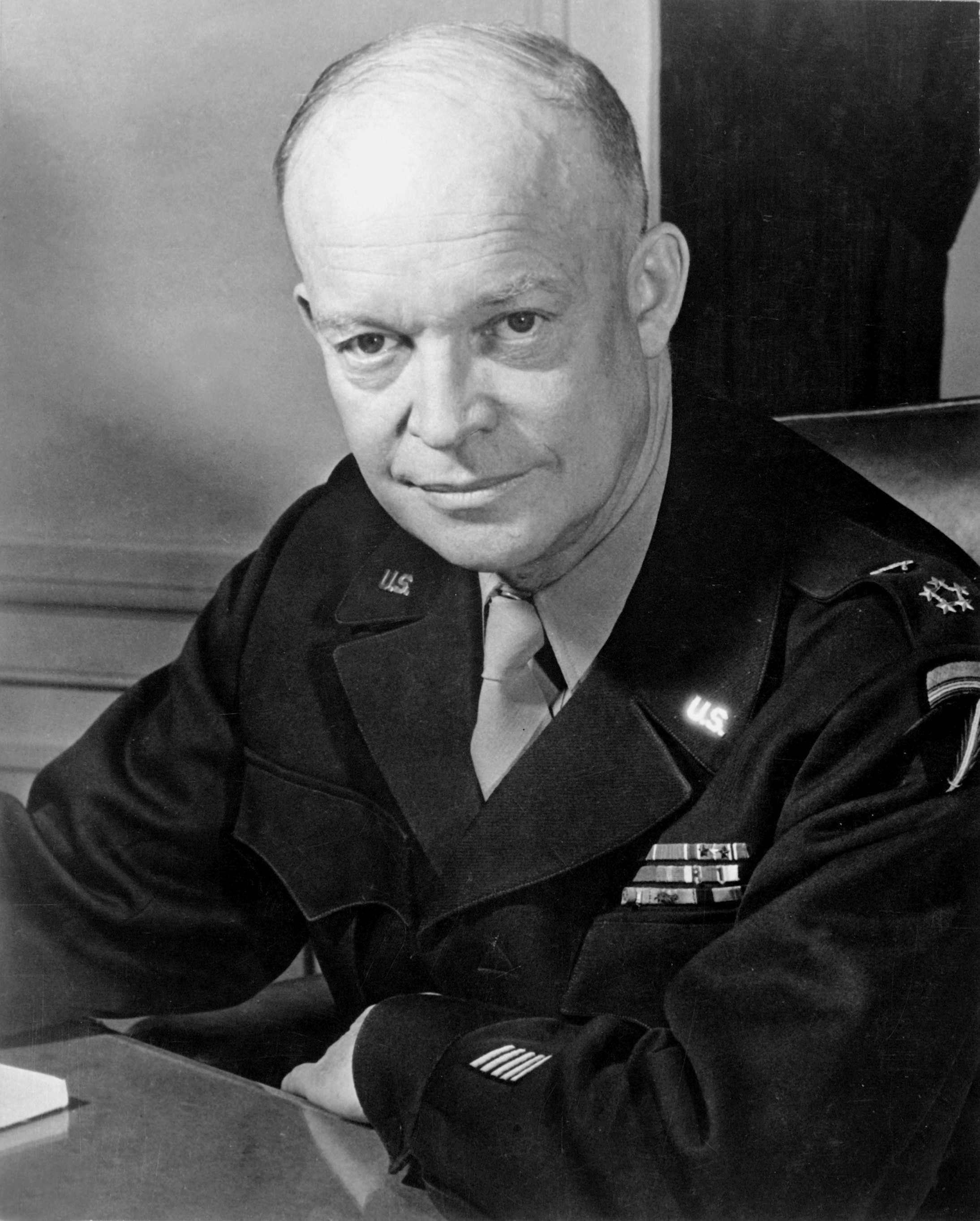
Dwight D. Eisenhower.

La Proclamation de Badoglio du 8 septembre 1943  (en italien : proclama Badoglio dell'8 settembre 1943) fait suite à celle d'Eisenhower faite le 8 septembre à 18 h 30 au micro de Radio Alger. À 18 h 45 le roi d'Italie Victor-Emmanuel III et Badoglio en sont informés par une dépêche Reuters. À 19 h 42, l'agence radiophonique italienne (Ente Italiano Audizioni Radiofoniche - EIAR) interrompt ses programmes pour transmettre une proclamation tout juste enregistrée par Badoglio qui, au nom du gouvernement italien, confirme l'armistice de Cassibile signé avec les Anglo-Américains le 3 septembre 1943.

## La proclamation lue à la radio
« Il governo italiano, riconosciuta la impossibilità di continuare la impari lotta contro la soverchiante potenza avversaria, nell'intento di risparmiare ulteriori e più gravi sciagure alla Nazione ha chiesto un armistizio al generale Eisenhower, comandante in capo delle forze alleate anglo-americane. La richiesta è stata accolta. Conseguentemente, ogni atto di ostilità contro le forze anglo-americane deve cessare da parte delle forze italiane in ogni luogo. Esse però reagiranno ad eventuali attacchi da qualsiasi altra provenienza. »
— Pietro Badoglio, Proclamation du 8 septembre 1943

« Le gouvernement italien, reconnaissant l'impossibilité de continuer une lutte inégale, vu la  puissance supérieure de l'adversaire et afin d'éviter d'ultérieurs et encore plus graves malheurs à la Nation, a demandé un armistice au général Eisenhower, commandant en chef des forces alliées anglo-américaines. Cette demande a été acceptée. Par conséquent, tout acte d'hostilité contre les forces anglo-américaines devra cesser de la part des forces italiennes, en tout lieu. Néanmoins, elles réagiront aux éventuelles attaques de toute autre provenance. »
— Proclamation du 8 septembre 1943

## Conséquences
Les conséquences de cette proclamation sont à englober avec celles de l'armistice de Cassibile, les deux étant indissociables :
- Les forces armées italiennes (environ 2 millions d'hommes déployés en Italie mais aussi dans les Balkans, en Provence et en Corse) sont totalement prises au dépourvu. Les officiers apprennent l’armistice sans pratiquement qu'aucune directive leur soit donnée sur la conduite à tenir. Quelques unités choisissent de passer ouvertement dans le camp allié (en particulier en Corse) ou décident de poursuivre le combat au côté des Allemands, formant le noyau des forces de la République sociale italienne).
- Les forces allemandes présentes sur le sol italien lancent l'opération Achse et prennent le contrôle de l'ensemble du territoire non encore occupé par les Anglo-Américains. Les troupes italiennes sont désarmées, une grande partie est internée, le reste se disperse ou tente de rentrer chez elle. Seule la Sardaigne et une partie des Pouilles restent sous contrôle militaire italien.
- Rome est déclarée ville ouverte.
- La marine de guerre italienne doit se mettre à la disposition des Alliés et c'est ainsi que le convoi parti de La Spezia est attaqué par des avions allemands. Vers 15 heures, le 9 septembre, un groupe de bombardiers allemands Dornier Do 217 s'attaque à la flotte sans lui infliger de dommages, mais quarante minutes après, un raid, qui utilise un nouveau type de bombe radiocommandée, provoque la destruction du Roma.
- La famille royale et Badoglio quittent Rome à l'aube du 9 septembre et arrivent le lendemain à Ortona où la corvette Baionetta les emmène à Brindisi, derrière les lignes alliées, afin de se mettre à l'abri des Allemands.
- L'appareil d’État s'effondre.

## Filmographie

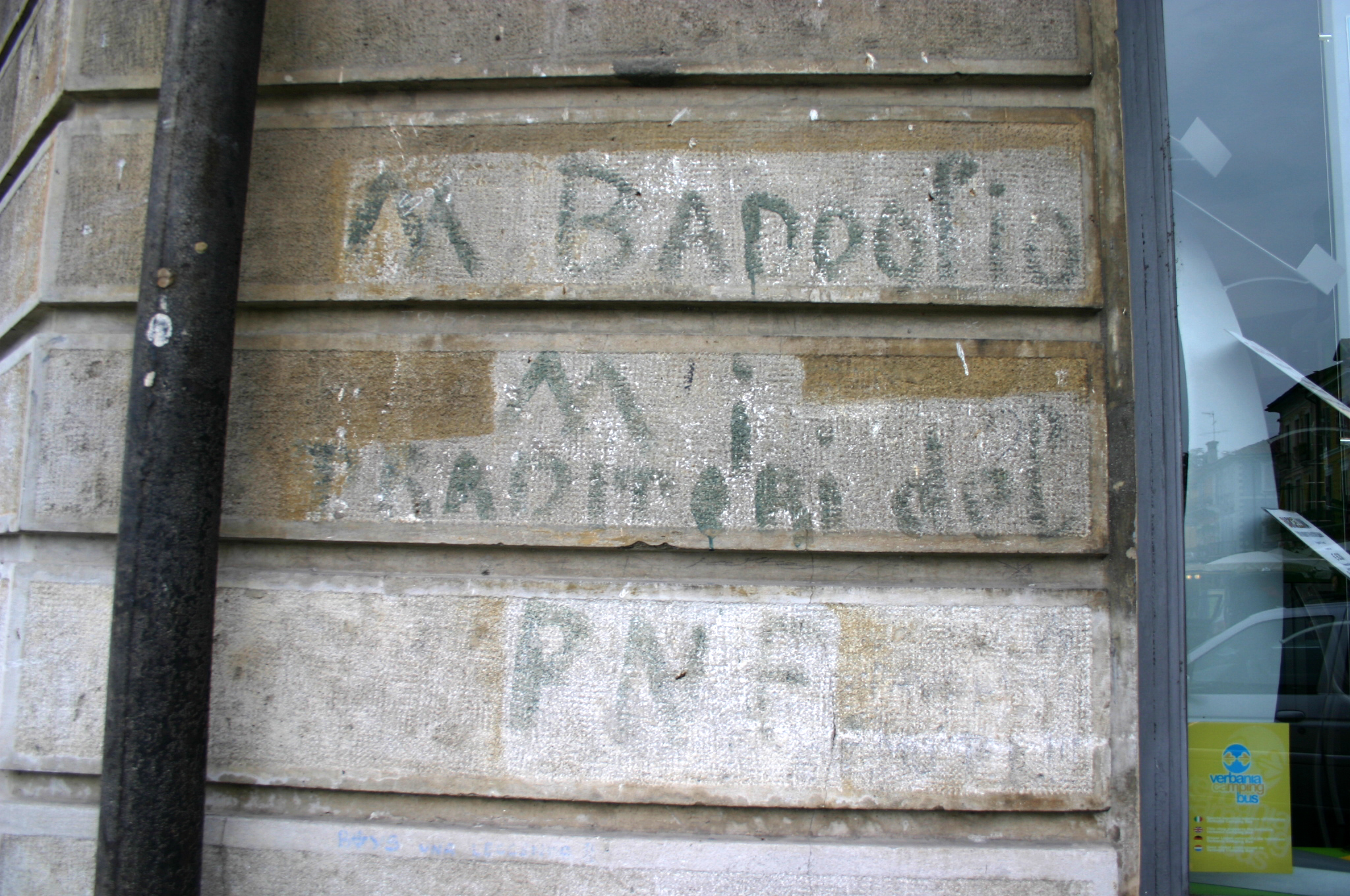
Écriture anti-Badoglio parue à Pallanza (Verbania) (piazza del Municipio) Texte : Abbasso Badoglio, abbasso i traditori del PNF « À bas Badoglio, à bas les traîtres du PNF »

- Tutti a casa, avec Alberto Sordi, réalisation Luigi Comencini, Italie, 1960.